# Synidotea ritteri
Synidotea ritteri är en kräftdjursart som beskrevs av Richardson 1904. Synidotea ritteri ingår i släktet Synidotea och familjen tånglöss. Inga underarter finns listade i Catalogue of Life.